# Spinotarsus transkei
Spinotarsus transkei är en mångfotingart som beskrevs av Kraus 1966. Spinotarsus transkei ingår i släktet Spinotarsus och familjen Odontopygidae. Inga underarter finns listade i Catalogue of Life.